# Речицький ґебіт
Речицький ґебіт (нім. Kreisgebiet Retschiza «Речицька округа») — адміністративно-територіальна одиниця генеральної округи Житомир райхскомісаріату Україна з центром у Речиці.

## Історія

### Василевицький гебіт
20 жовтня 1941 опівдні на території Василевицького і Хойницького районів Поліської області було утворено Василевицьку округу (нім. Kreisgebiet Wassiljewitschi) з центром у Василевичах. Округою керував гебітскомісар Фріц Орлічек (нім. Fritz Orliczek). 5 березня 1942 до складу Василевицького ґебіту увійшов Комаринський ґебіт.

### Річицький гебіт
21 серпня 1941 Червона Армія залишила Речицю. До початку осені 1941 року війська нацистської Німеччини зайняли всю територію Білорусі. Останньою було захоплено тогочасну Гомельську область. Навесні 1942 два білоруські райони південно-західної частини тодішньої Гомельської області (Речицький і Лоєвський) було включено до генеральної округи Житомир. Через це відбулися певні зміни в устрої білоруських гебітів. 5 червня 1942 замість розформованого Василевицького ґебіту утворено дві нові округи: Комаринська (яка тепер уже мала три райони) і Речицька. Це зафіксовано у матеріалах внутрішнього управління райхскомісаріату України від 1 січня 1943. До новоутвореного Речицького гебіту разом із Річицьким увійшли Василевицький та Хойницький райони.
Станом на 1 вересня 1943, Речицький ґебіт поділявся на 3 німецькі райони: Василевицький (нім. Rayon Wassiljewitschi), Речицький (нім. Rayon Retschiza) та Хойницький (нім. Rayon Choiniki). Гебітскомісаром цієї округи в 1943 році був д-р Пауль Блюмель (нім. Dr. Paul Blümel).
18 листопада 1943 року адміністративний центр округи відвоювали радянські війська.